# أدريان لي
أدريان لي (بالإنجليزية: Adrian Lee)‏ هو منتج أسطوانات وكاتب أغاني وملحن وعازف قيثارة بريطاني، ولد في 9 سبتمبر 1957.

## وصلات خارجية
- أدريان لي على موقع ميوزك برينز (الإنجليزية)
- أدريان لي على موقع أول ميوزيك (الإنجليزية)
- أدريان لي على موقع ديسكوغز (الإنجليزية)